# Black Sun Rising
Black Sun Rising – trzeci album studyjny polskiej grupy muzycznej Naumachia. Wydawnictwo ukazało się 25 września 2009 roku nakładem wytwórni muzycznej Witching Hour Productions. Nagrania zostały zarejestrowane w 2009 roku w białostockim Hertz Studio we współpracy z Wojciechem i Sławomirem Wiesławskimi.

## Lista utworów
Opracowano na podstawie materiału źródłowego.
1. "Inward Spiral" – 05:36
2. "Egomaniac Frenzy" – 05:17
3. "Mortification Study" – 03:52
4. "Voyeristic Life Abuser" – 04:27
5. "Fornicatrix" – 03:24
6. "Iconography of Pain" – 05:12
7. "Sedated Daimona" – 04:13
8. "Abreaction" – 05:29
9. "Act of Renunciation" – 04:42

## Twórcy
Opracowano na podstawie materiału źródłowego.
| - Tomasz "Soyak" Kiliński – gitara, śpiew - Andrzej "Armand" Selwon – gitara - Piotr "VX" Kopeć – keyboard, syntezator - Sławomir "Mortifer" Archangielskij – gitara basowa | - Łukasz "Icanraz" Sarnacki – perkusja - Wojciech Wiesławski – inżynieria, miksowanie, mastering - Sławomir Wiesławski – inżynieria, miksowanie, mastering |